# 保和县
保和县，中国古县名。
辽朝统和八年（990年）置，属上京临潢府，治所在临潢府郭下（今内蒙古自治区巴林左旗东南林东镇南古城）。金朝废。